# API de Google
Las API de Google son API desarrolladas por Google, las cuales permiten la comunicación e integración de los Servicios de Google con otros servicios. Ejemplos incluyen las API de Búsqueda, Gmail, Traductor o Maps. Las aplicaciones de terceros pueden usar esas API para extender la funcionalidad de sus servicios.
Las API proveen funcionalidades como análisis, aprendizaje automático (machine learning), o acceso a los datos de usuario (donde estén establecidos los permisos de lectura). Otro ejemplo es incrustar algún mapa en un sitio web, lo que se puede lograr usando las API de Static Maps, Places o Google Earth.

## Autenticación y autorización
El uso de algunas API de Google requiere autenticación y autorización, utilizando el protocolo OAuth 2.0 protocol.
OAuth 2.0 is a simple protocol. Para empezar, es necesario obtener las credenciales provistas por la Consola de Desarrolladores; entonces, el desarrollador puede solicitar un token de acceso desde el servidor de autorización de Google, y la aplicación cliente puede usar ese token para acceder a los servicios provistos por la API de Google.

## Bibliotecas cliente
Existen bibliotecas cliente en diversos lenguajes,, permitiendo a los desarrolladores integrarlas en su código. Los lenguajes soportados incluyen Java, JavaScript para la web, node.js, Objective-C, GO, Dart, Ruby, .NET, Objective-C, PHP y Python.
Google Loader es una biblioteca JavaScript que permite a los desarrolladores web a cargar fácilmente otras API Javascript provistas por Google y otros desarrolladores de bibliotecas populares. Google Loader provee un método JavaScript para acceder a alguna API específica (también llamada módulo), en el que se pueden especificar diversos parámetros. También se soporta la carga dinámica para mejorar el rendimiento de las aplicaciones que usan la API en cuestión.

## Google Apps Script
Google Apps Script es una plataforma de scripts JavaScript basada en la nube, la cual permite a los desarrolladores escribir scripts que puedan manipular las API de los servicios de Google, como Calendario, Docs, Drive, Gmail y Hojas de cálculo, así como también crear agregados a esos servicios mediante aplicaciones basadas en Chromium.

## Usos comunes
- El Registro de usuarios es hecho comúnmente a través del servicio de inicio de sesión de Google+, que permite a servicios de terceros iniciar sesión de forma segura a través de la cuenta de Google del usuario usando la API de Google+ (generalmente mediante un botón en las páginas).
- Drive apps consiste en varias aplicaciones web (generalmente de terceros) que pueden intecactuar con la API de Drive, lo que permite integrar las aplicaciones de Chrome Store para trabajar íntegramente en la nube.[8] Entre los usos más comunes incluyen herramientas de edición colaborativa (como Google Docs y Hojas de cálculo), edición multimedia, diagramado, y sincronización de archivos.
- Custom Search (Búsqueda Personalizada) permite a los desarrolladores web usar un cuadro con un motor de búsqueda personalizado usando la API provista. Como su nombre lo indica, permite personalizar el motor en base al acotado de resultados al sitio web donde se integra, la apariencia, y cómo monetizar utilizando AdSense.
- Las aplicaciones App Engine son aplicaciones web que corren en Google App Engine, un servicio basado en la nube que permite a los desarrolladores correr servicios web en los datacenters de Google.[9] Esas aplicaciones pueden verse beneficiadas con la API para manipular servicios como TaskQueue, BigQuery o DataStore.
- Los Gadgets son mini aplicaciones escritas en HTML, JavaScript, Flash y Silverlight, las que se pueden incrustar dentro de páginas web u otras aplicaciones.[10]